# Cahul
Cahul er en by i det sydlige Moldova med et indbyggertal på ca. 30.018 (2014) indbyggere. Byen er hovedstad i et distrikt af samme navn, og ligger tæt ved grænsen til nabolandet Rumænien.